# لیزش
لیزش (به انگلیسی: Lessivage)، نوعی شستشو (نشست) از ذرات خاک رس است که به صورت معلق به پایین منتقل می‌شوند. این فرایند می‌تواند سبب شکستگی پدها (ذراتی که به خاک ساختار ویژهٔ آن را می‌دهد) شود.